# Fête du lac
La fête du lac est un spectacle pyrotechnique mêlant des feux d'artifice, des jets d'eau, des projections lumineuses et une bande musicale qui se déroule à Annecy, en France, chaque année le premier samedi d'août.
Environ 200 000 spectateurs assistent chaque année au spectacle, soit sur des emplacements payants sur pelouses, tribunes ou chaises (principalement sur le Paquier face au spectacle), soit gratuitement dans les espaces environnants (plages, balcons privés avec vue sur le lac etc) avec pour conséquence une immersion réduite (rendu sonore non garanti, vision affectée des jets d'eau...). Chaque spectacle a une durée d'1 h 15 à 1 h 30, il est réputé pour être l'un des plus importants d'Europe.

## Histoire
Les premiers feux d'artifice annéciens remontent, selon l'archiviste municipale Marie-Claude Rayssac, au 6 mars 1634 sous la direction du chanoine Nicolas Baytaz et tirés depuis la cour du château. En 1640, ce sont les lettres « VIVE SAVOYE » qui illuminent le ciel.
La France prend officiellement possession du duché de Savoie, alors partie du royaume de Sardaigne, le 14 juin 1860, dans le cadre du traité de Turin. L'empereur Napoléon III et l'impératrice Eugénie se rendent alors dans les deux nouveaux départements, notamment à Annecy, le 29 août de la même année. Pour les accueillir à Annecy, les autorités locales et la population organisent des festivités qui se déroulent aussi sur le lac, que l'on désigne parfois sous le nom de « fête vénitienne »,. Une visite en barque est organisée de nuit et illuminée par des feux d'artifice,,.
La fête du lac est annulée en 2020 et 2021 en raison de la pandémie de Covid-19. Elle l'est à nouveau en 2024 en raison de la mobilisation des forces de sécurité lors de l'organisation des Jeux olympiques d'été de Paris.

## Organisation

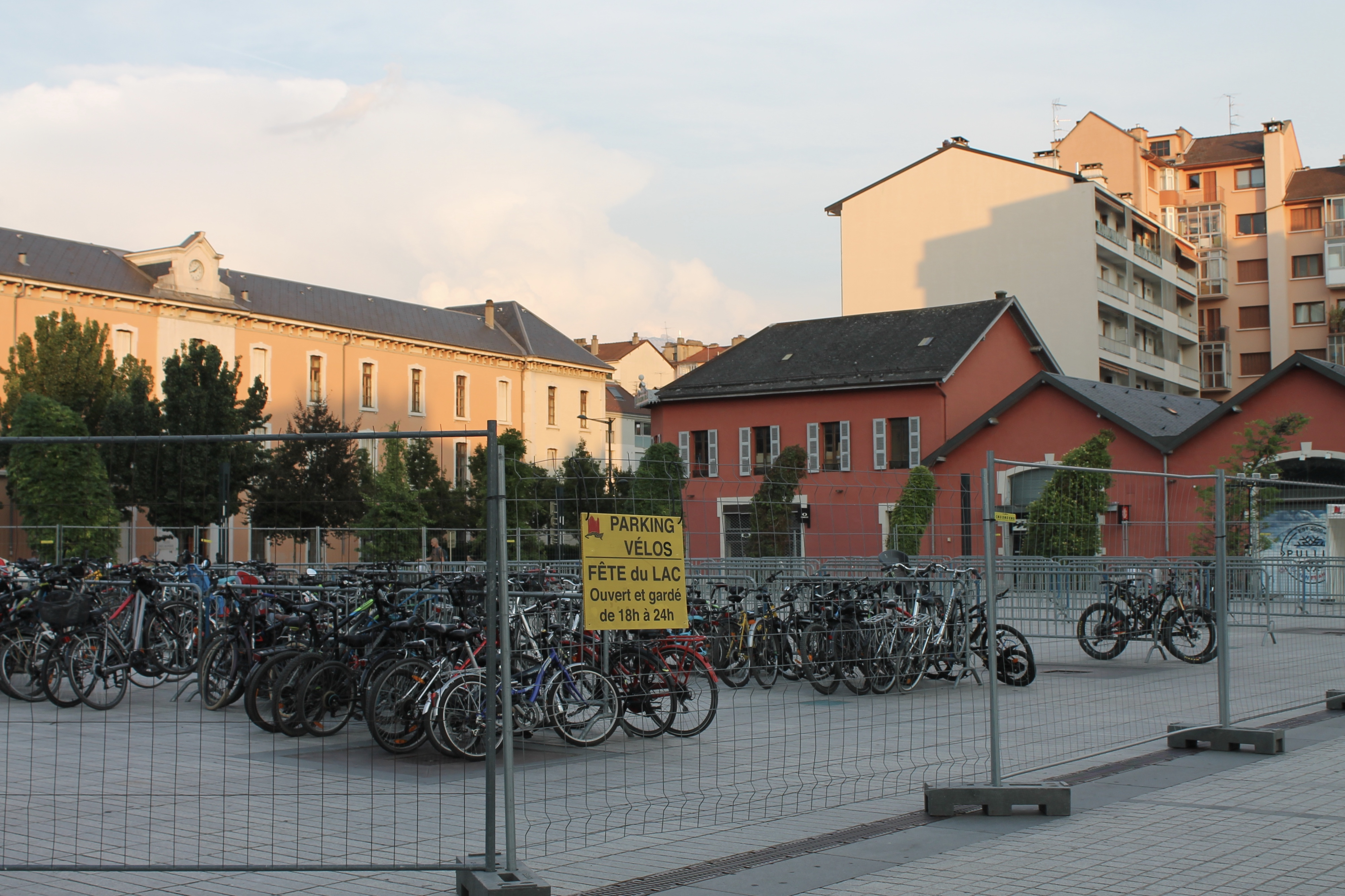
Parking à vélo surveillé mis en place pour la fête du lac (août 2018).
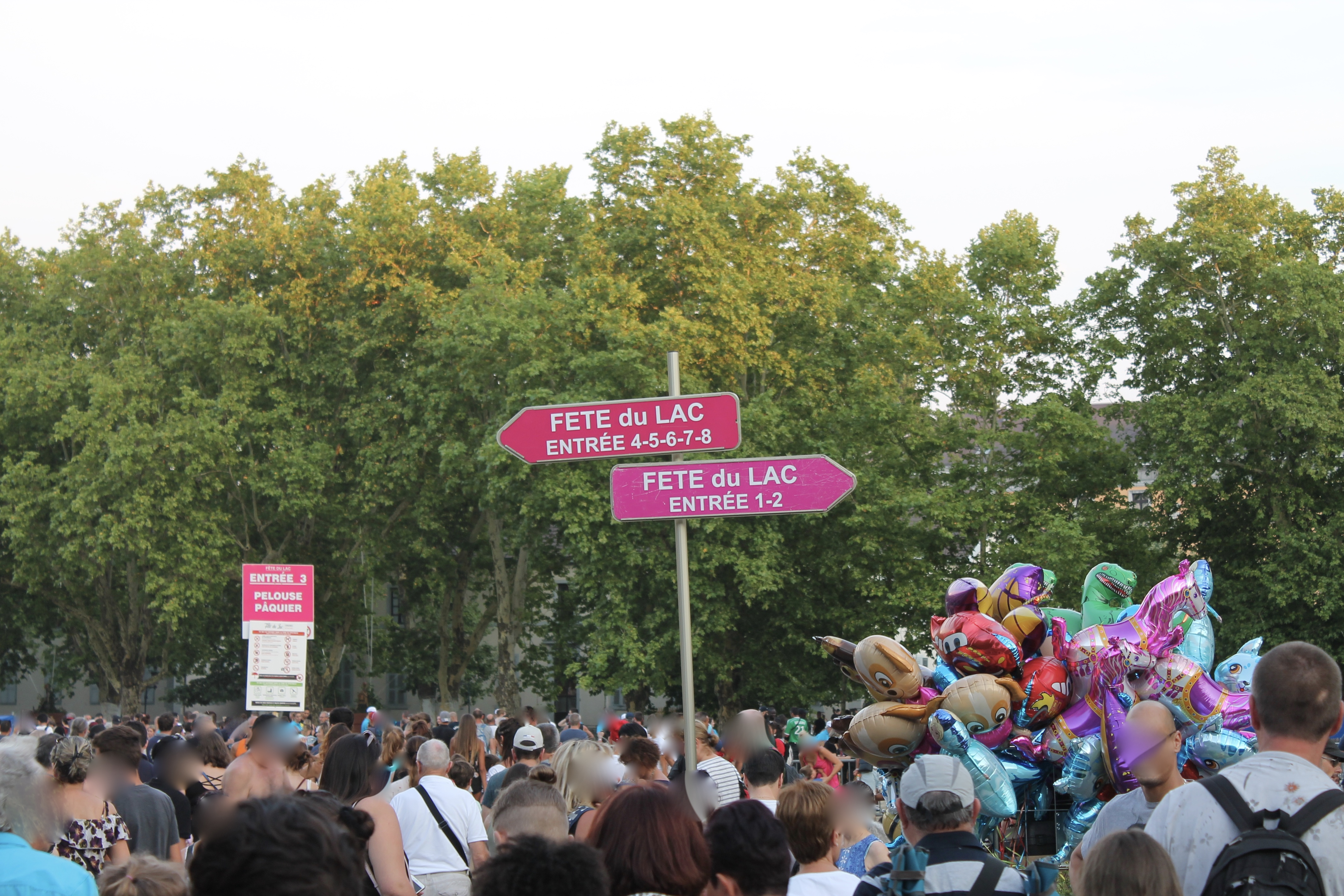
Signalisation d'accès pour les places payantes pour la fête du lac (août 2018).
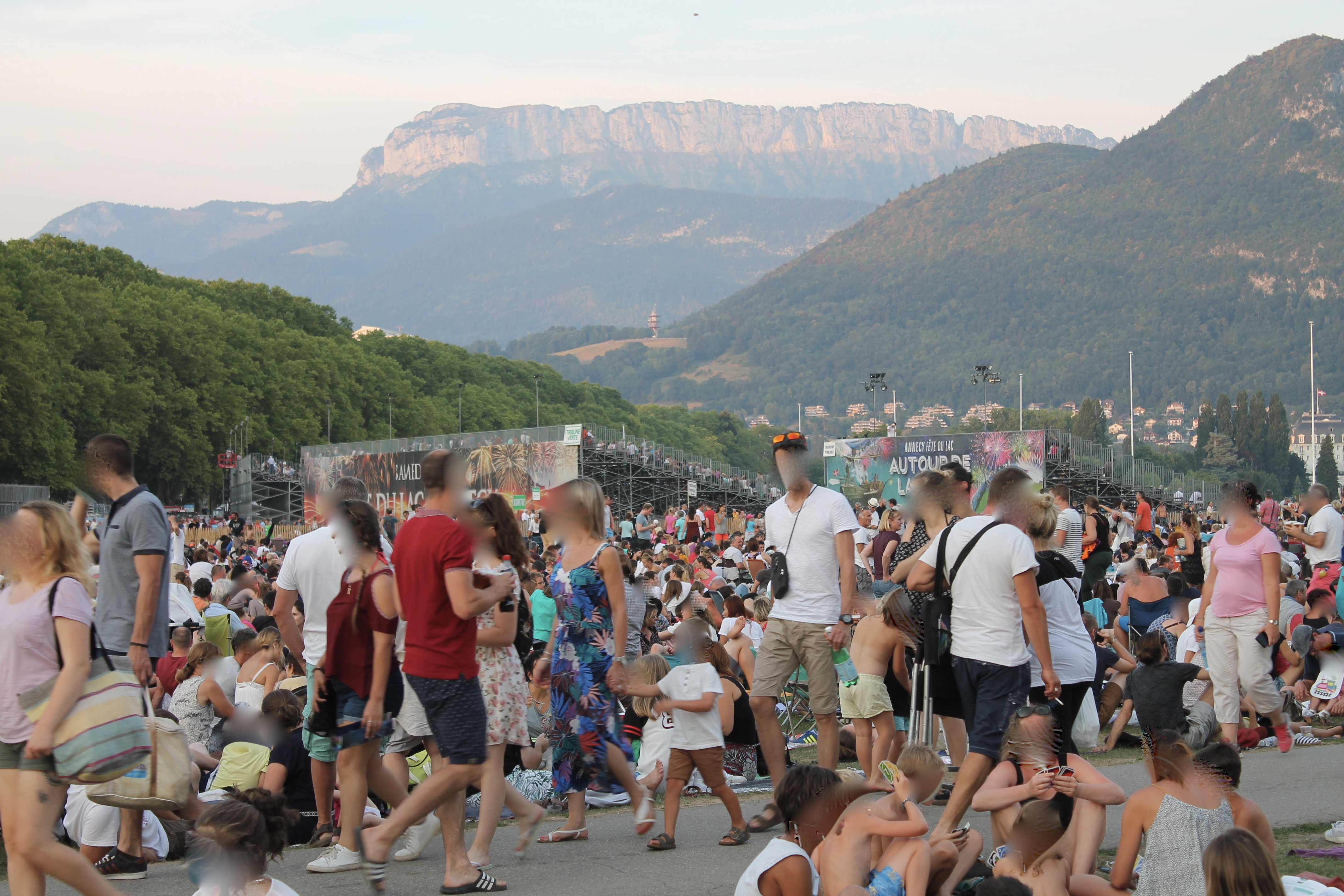
Pelouse du Pâquier qui accueille les tribunes et les places libres (août 2018).
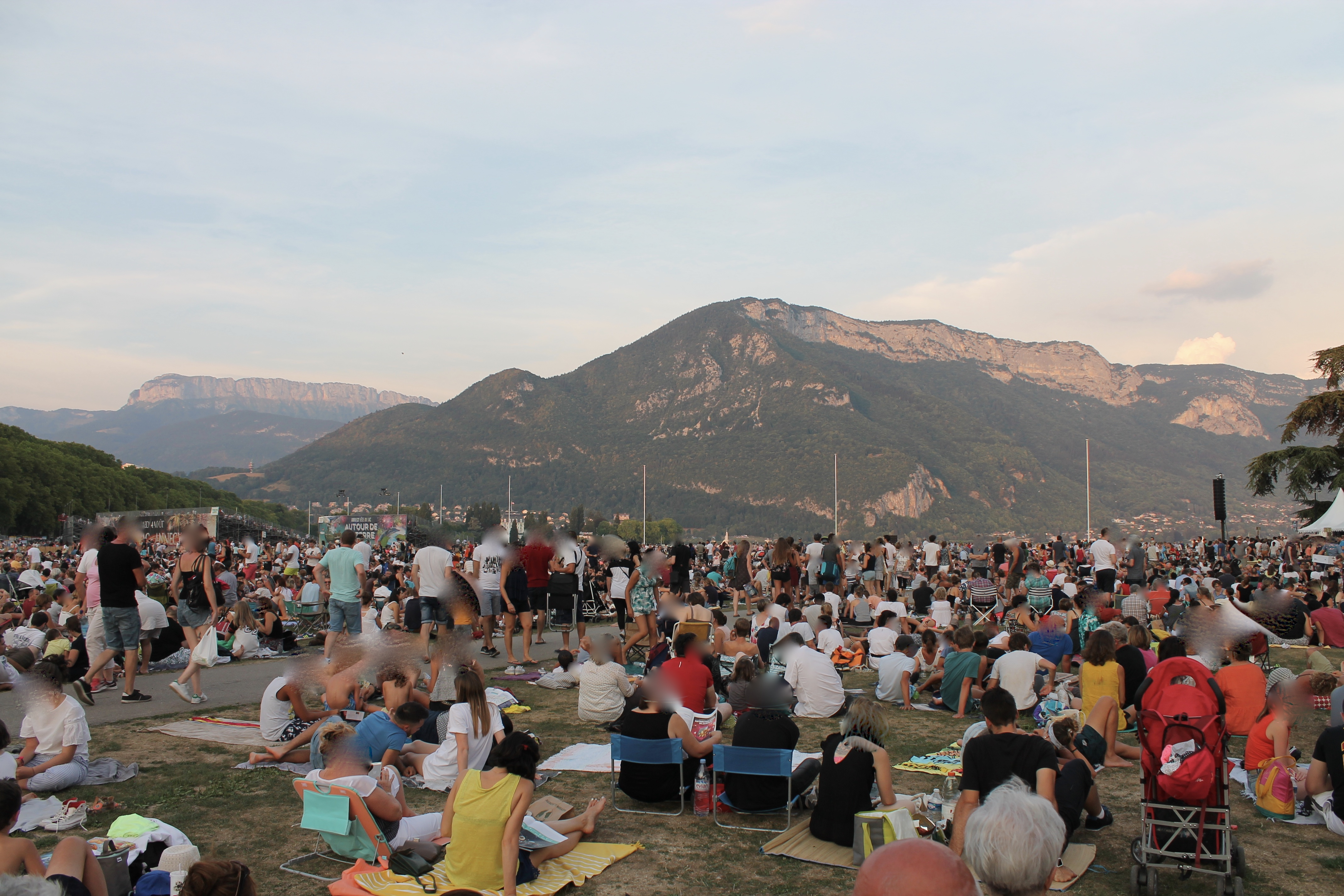
Spectateurs sur Le Pâquier (août 2018).

Ce spectacle a lieu chaque année le premier samedi d'août, jusqu'en 1978, il avait lieu le dimanche[réf. nécessaire]. Il dure environ 1 h 15 à 1 h 30, rythmé par un thème musical.
L'organisation de cet événement de renommée internationale nécessite une importante logistique avec le montage de tribunes et de places assises pour le public sur Le Pâquier, l'installation de plateformes sur le lac où sont placés les pas de tir, une restriction de la navigation et de la baignade, etc.
La circulation routière est modifiée dans le centre-ville d'Annecy avec la fermeture de certaines rues, mais aussi avec la mise en place d'une circulation à sens unique autour du lac le soir du spectacle afin de décongestionner le plus rapidement possible le réseau routier.

### Thèmes

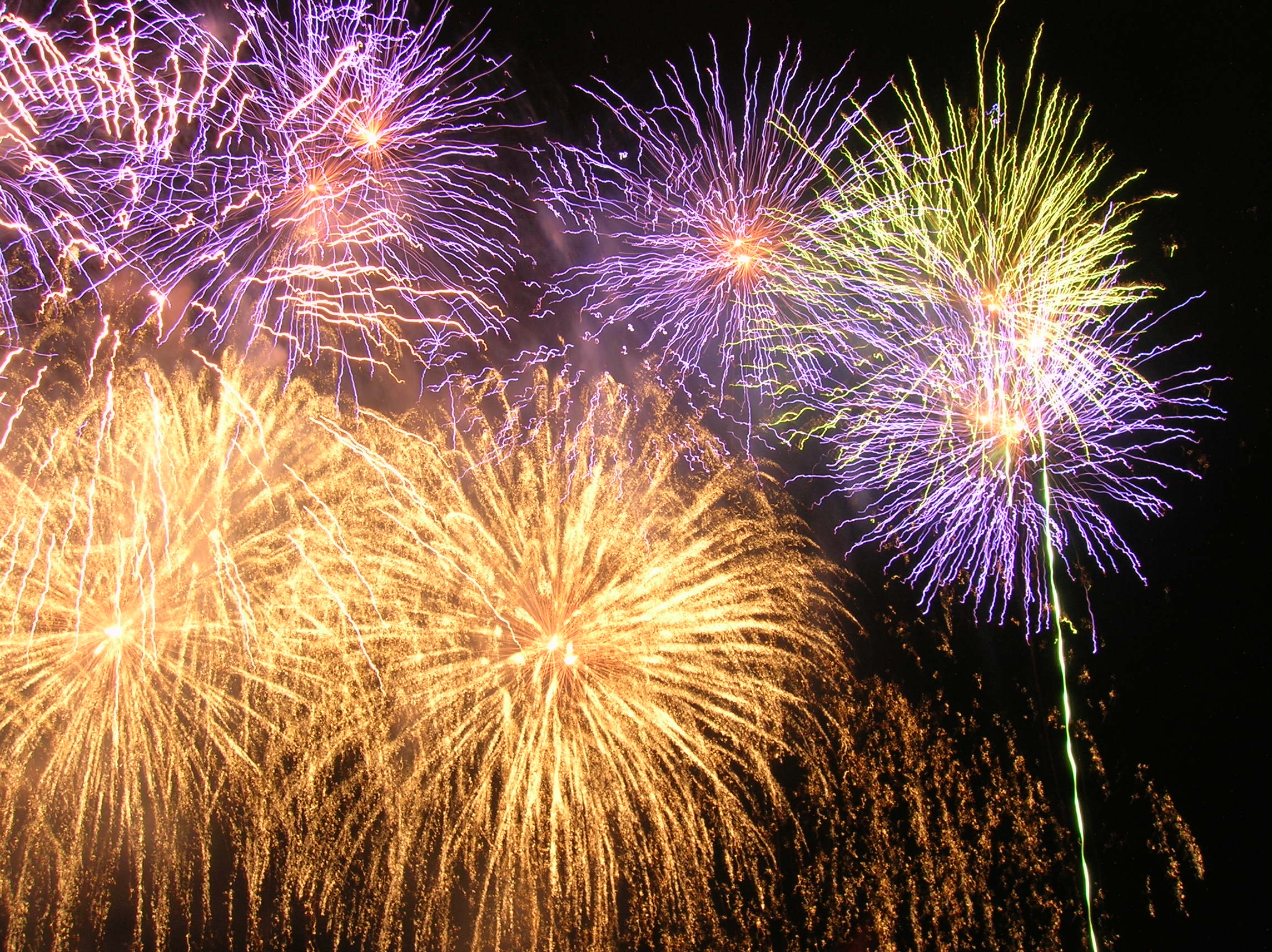
Feux d'artifice de la fête du lac de 2005.

Les éditions de la fête du lac répondent à un thème artistique, de manière systématique depuis 2001.
- 1965 : Une nuit des mille et une nuits
- 1968 : La Belle Époque
- 1969 : Les contes de Perrault
- 1970 : Plein feu sur l'opéra
- 1971 : Au temps des chevaliers
- 1972 : La Danse du Royaume du Feu
- 1974 : Sous le chapiteau étoilé
- 1978 : Mille feux, mille notes, mille stars
- 1979 : Music and life
- 1982 : Au-delà de la Terre
- 1983 : La fête foraine
- 1984 : La chanson française
- 1985 : Si tous les gars du monde...
- 1986 : Entrez dans la danse...
- 1987 : Raconte-moi l'Europe
- 1988 : Le cinéma
- 1989 : La Révolution française
- 1990 : Femme au fil de l'eau
- 1991 : Musique, music
- 1992 : Contes et légendes
- 1993 : Plein feu sur la danse
- 1994 : Chansons de France
- 1995 : 100 ans de cinéma
- 1996 : L'Art au fil de l'eau
- 1997 : Rythmes et couleurs du monde
- 1998 : Le cirque
- 1999 : À la recherche de Poséidon
- 2000 : Les nuits de la Légende
- 2001 : Légendes du Brésil
- 2002 : Le mystère des eaux de cristal
- 2003 : Escales en Europe
- 2004 : Musiques de films
- 2005 : Chansons d'amour
- 2006 : Rythmes du monde, rythmes de feu
- 2007 : Tout feu, tout slam
- 2008 : La ronde des feux
- 2009 : Marco Polo, le voyage extraordinaire
- 2010 : La machine à remonter le temps – 150 ans d'aventures pyrotechniques annéciennes
- 2011 : La quintessence des éléments
- 2012 : L'énergie d'une étoile
- 2013 : Les feux de l'arc-en-ciel
- 2014 : Les Toiles de feux
- 2015 : Légend'Airs
- 2016 : Plein feu sur le 7e art
- 2017 : La danse du feu
- 2018 : Autour de la terre
- 2019 : Rêver le ciel
- 2020 : Annulée[6]
- 2021 : Annulée[6]
- 2022 : Histoire d'eaux
- 2023 : Comédies musicales
- 2024 : Annulée[6]
- 2025 : Ode à la lune